# Rusko na Letních olympijských hrách 2000
Rusko na Letních olympijských hrách 2000 v Sydney reprezentovalo 436 sportovců, z toho 241 mužů a 194 žen. Nejmladším účastníkem byla Olga Bakaldinovová (15 let, 174 dní), nejstarší pak Alexandr Lukjanov (51 let, 31 dní) . Reprezentanti vybojovali 89 medailí, z toho 32 zlatých, 28 stříbrných a 29 bronzových.

## Medailisté
| Medaile | Jméno | Sport                   | Disciplína                             |
| ------- | --- | ----------------------- | -------------------------------------- |
| Zlato   | Sergej Kljugin | Atletika                | Muži skok vysoký                       |
| Zlato   | Irina Privalovová | Atletika                | Ženy 400 metrů překážek                |
| Zlato   | Jelena Jelesinová | Atletika                | Ženy skok vysoký                       |
| Zlato   | Oleg Saitov | Box                     | Muži váha lehká střední do 67 kg       |
| Zlato   | Alexandr Lebzjak | Box                     | Muži váha polotěžká do 81 kg           |
| Zlato   | Vjačeslav Jekimov | Cyklistika              | Muži časovka jednotlivců               |
| Zlato   | Igor Lukašin Dmitrij Sautin | Skoky do vody           | Muži synchronizované skoky z věže 10 m |
| Zlato   | Vera Iljinová Julija Pachalinová | Skoky do vody           | Ženy synchronizované skoky z prkna 3 m |
| Zlato   | Pavel Kolobkov | Šerm                    | Muži kord                              |
| Zlato   | Sergej Šarikov Alexej Frosin Stanislav Pozdňakov | Šerm                    | Družstvo mužů šavle                    |
| Zlato   | Karina Aznavurjanovová Oksana Jermakovová Taťjana Logunovová Marija Mazinová | Šerm                    | Družstvo žen                           |
| Zlato   | Alexej Němov | Sportovní gymnastika    | Muži víceboj – jednotlivci             |
| Zlato   | Alexej Němov | Sportovní gymnastika    | Muži hrazda                            |
| Zlato   | Světlana Chorkinová | Sportovní gymnastika    | Ženy bradla                            |
| Zlato   | Jelena Zamolodčikovová | Sportovní gymnastika    | Ženy přeskok                           |
| Zlato   | Jelena Zamolodčikovová | Sportovní gymnastika    | Ženy prostná                           |
| Zlato   | Julia Barsukovová | Moderní gymnastika      | Ženy víceboj – jednotlivci             |
| Zlato   | Irina Bělovová Jelena Čalamovová Natalja Lavrovová Marija Něťosovová Vera Šimanskaja Irina Zilberová | Moderní gymnastika      | Družstvo žen                           |
| Zlato   | Alexandr Moskalenko | Skoky na trampolíně     | Muži skoky na trampolíně               |
| Zlato   | Irina Karavajevová | Skoky na trampolíně     | Ženy skoky na trampolíně               |
| Zlato   | Dmitrij Filippov Vjačeslav Gorpišin Oleg Chodkov Eduard Kokšarov Děnis Krivošlikov Vasilij Chudinov Stanislav Kulinčenko Dmitrij Kuželev Andrej Lavrov Igor Lavrov Sergej Pogorelov Pavel Sukosjan Dmitrij Torgovanov Alexandr Tučkin Lev Voronin   | Házená                  | Turnaj mužů                            |
| Zlato   | Dmitrij Svatkovskij | Moderní pětiboj         | Muži Individuálně                      |
| Zlato   | Sergej Alifirenko | Sportovní střelba       | Muži 25 m rychlopalná pistole          |
| Zlato   | Olga Brusnikinová Marija Kiseljovová | Synchronizované plavání | Ženy dvojice                           |
| Zlato   | Jelena Antonovová Jelena Azarovová Olga Brusnikinová Marija Kiseljovová Olga Novokščenovová Irina Peršinová Jelena Sojavová Julija Vasiljevová Olga Vasjukovová                                                                                     | Synchronizované plavání | Družstvo žen                           |
| Zlato   | Jevgenij Kafelnikov | Tenis                   | Muži dvouhra                           |
| Zlato   | Murad Umachanov | Zápas                   | Muži volný styl do 63 kg               |
| Zlato   | Adam Sajtijev | Zápas                   | Muži volný styl do 85 kg               |
| Zlato   | Sagid Murtazalijev | Zápas                   | Muži volný styl do 97 kg               |
| Zlato   | David Musulbes | Zápas                   | Muži volný styl do 130 kg              |
| Zlato   | Varteres Samurgašev | Zápas                   | Muži řecko-římský do 63 kg             |
| Zlato   | Murat Kardanov | Zápas                   | Muži řecko-římský do 76 kg             |
| Stříbro | Olga Kuzenkovová | Atletika                | Ženy hod kladivem                      |
| Stříbro | Taťjana Lebeděvová | Atletika                | Ženy trojskok                          |
| Stříbro | Larisa Pelešenková | Atletika                | Ženy vrh kouli                         |
| Stříbro | Jelena Prochorovová | Atletika                | Ženy sedmiboj                          |
| Stříbro | Raimkul Malachbekov | Box                     | Muži váha bantamová do 54 kg           |
| Stříbro | Gajdarbek Gajdarbekov | Box                     | Muži váha střední do 75 kg             |
| Stříbro | Sultan Ibragimov | Box                     | Muži váha těžká do 91 kg               |
| Stříbro | Maxim Opalev | Kanoistika              | C-1 1000 metrů mužů                    |
| Stříbro | Oxana Grišinová | Cyklistika              | Ženy sprint                            |
| Stříbro | Alexandr Dobroskok Dmitrij Sautin | Skoky do vody           | Muži synchronizované skoky z prkna 3 m |
| Stříbro | Alexej Bondarenko | Sportovní gymnastika    | Muži přeskok                           |
| Stříbro | Alexej Němov | Sportovní gymnastika    | Muži prostná                           |
| Stříbro | Světlana Chorkinová | Sportovní gymnastika    | Ženy prostná                           |
| Stříbro | Jekatěrina Lobazňukovová | Sportovní gymnastika    | Ženy kladina                           |
| Stříbro | Anna Čepelevová Světlana Chorkinová Anastasja Kolesnikovová Jekatěrina Lobazňukovová Jelena Produnovová Jelena Zamolodčikovová | Sportovní gymnastika    | Družstvo žen                           |
| Stříbro | Ljubov Bruletovová | Judo                    | Ženy do 48 kg                          |
| Stříbro | Arťom Chadžibekov | Sportovní střelba       | Muži 10 m vzduchová puška              |
| Stříbro | Světlana Děminavová | Sportovní střelba       | Ženy skeet                             |
| Stříbro | Taťjana Goldobinavová | Sportovní střelba       | Ženy 50 m malorážka 3×20 ran           |
| Stříbro | Alexandr Popov | Plavání                 | Muži 100 m volný styl                  |
| Stříbro | Natalja Ivanovová | Taekwondo               | Ženy +67 kg                            |
| Stříbro | Jelena Dementěvová | Tenis                   | Ženy dvouhra                           |
| Stříbro | Alexandr Gerasimov Valerij Gorjušev Alexej Kazakov Vadim Chamutckich Alexej Kulešov Jevgenij Miťkov Ruslan Olichver Ilja Savelev Igor Šulepov Sergej Teťuchin Konstantin Ušakov Roman Jakovlev                                                      | Volejbal                | Turnaj mužů                            |
| Stříbro | Jevgenija Artamonovová Anastasija Belikovová Ljuba Čačkovová Jekatěrina Gamovová Jelena Godinová Taťjana Gračevová Natalja Morozovová Olga Potačovová Inessa Sargsjanová Jelizaveta Tiščenková Jelena Ťurinová Jelena Vasiljevskaja                 | Volejbal                | Turnaj žen                             |
| Stříbro | Roman Balašov Dmitrij Dagin Sergej Garbuzov Dmitrij Gorškov Nikolaj Kozlov Nikolaj Maximov Andrej Rekečinskij Dmitrij Stratan Revaz Čomachidze Jurij Jacev Alexandr Jerišev Marat Zakirov Irek Zinnurov                                             | Vodní pólo              | Turnaj mužů                            |
| Stříbro | Valentina Popovová | Vzpirání                | Ženy 63 kg                             |
| Stříbro | Arsen Gitinov | Zápas                   | Muži volný styl do 69 kg               |
| Stříbro | Alexandr Karelin | Zápas                   | Muži řecko-římský do 130 kg            |
| Bronz   | Vladimir Andrejev | Atletika                | Muži chůze na 20 km                    |
| Bronz   | Děnis Kapustin | Atletika                | Muži trojskok                          |
| Bronz   | Sergej Makarov | Atletika                | Muži hod oštěpem                       |
| Bronz   | Maxim Tarasov | Atletika                | Muži skok o tyči                       |
| Bronz   | Taťjana Kotovová | Atletika                | Ženy skok do dálky                     |
| Bronz   | Světlana Gončarenková Olga Kotljarovová Irina Privalovová Julija Sotnikovová Olesja Zykinovová (v rozběhu) Natalja Nazarovová (v rozběhu) | Atletika                | Ženy štafeta 4 × 400 m                 |
| Bronz   | Kamil Džamaludinov | Box                     | Muži váha pérová do 57 kg              |
| Bronz   | Alexandr Maletin | Box                     | Muži váha lehká do 60 kg               |
| Bronz   | Alexej Markov | Cyklistika              | Muži bodovací závod                    |
| Bronz   | Olga Sljusarevová | Cyklistika              | Ženy bodovací závod                    |
| Bronz   | Dmitrij Sautin | Skoky do vody           | Muži prkno 3 m                         |
| Bronz   | Dmitrij Sautin | Skoky do vody           | Muži věž 10 m                          |
| Bronz   | Dmitrij Ševčenko | Šerm                    | Muži fleret                            |
| Bronz   | Alexej Němov | Sportovní gymnastika    | Muži kůň našíř                         |
| Bronz   | Alexej Němov | Sportovní gymnastika    | Muži bradla                            |
| Bronz   | Maxim Alešin Alexej Bondarenko Dmitrij Drevin Nikolaj Krjukov Alexej Němov Jevgenij Podgornyj | Sportovní gymnastika    | Družstvo mužů                          |
| Bronz   | Jekatěrina Lobazňukovová | Sportovní gymnastika    | Ženy přeskok                           |
| Bronz   | Jelena Produnovová | Sportovní gymnastika    | Ženy kladina                           |
| Bronz   | Alina Kabajevová | Moderní gymnastika      | Ženy víceboj – jednotlivci             |
| Bronz   | Jurij Sťopkin | Judo                    | Muži do 100 kg                         |
| Bronz   | Tamerlan Tmenov | Judo                    | Muži nad 100 kg                        |
| Bronz   | Oxana Dorodnovová Irina Fedotovová Julia Levinovová Larisa Merkovová | Veslování               | Ženy párová čtyřka                     |
| Bronz   | Jevgenij Alejnikov | Sportovní střelba       | Muži 10 m vzduchová puška              |
| Bronz   | Maria Feklistovová | Sportovní střelba       | Ženy 50 m malorážka 3×20 ran           |
| Bronz   | Roman Sludnov | Plavání                 | Muži 100 m prsa                        |
| Bronz   | Marina Akobjavová Jekatěrina Anikejevová Sofia Konuchovová Marija Koroljovová Natalja Kutuzovová Světlana Kuzinovová Taťjana Petrovová Julija Petrovová Galina Rytovová Jelena Smurovová Jelena Tokunovová Irina Tolkunovová Jekatěrina Vasiljevová | Vodní pólo              | Turnaj žen                             |
| Bronz   | Alexej Petrov | Vzpirání                | Muži 94 kg                             |
| Bronz   | Andrej Čemerkin | Vzpirání                | Muži +105 kg                           |
| Bronz   | Alexej Gluškov | Zápas                   | Muži řecko-římský do 69 kg             |